# NGC 2511
NGC 2511 (другие обозначения — MCG 2-21-8, MK 1207, ZWG 59.24, PGC 22549) — спиральная галактика в созвездии Малый Пёс.
Этот объект входит в число перечисленных в оригинальной редакции «Нового общего каталога».
В галактике наблюдается повышенное ультрафиолетовое излучение, и потому её относят к галактикам Маркаряна. Причиной является всплеск звездообразования из-за взаимодействия с соседними галактиками.
Галактика входит в тесное скопление HDC 464.